# Osteocephalus castaneicola
Espèce
Statut de conservation UICN

 LC  : Préoccupation mineure
Osteocephalus castaneicola est une espèce d'amphibiens de la famille des Hylidae.

## Répartition
Cette espèce se rencontre :
- en Bolivie dans le département de Pando ;
- au Pérou dans la région de Madre de Dios ;
- au Brésil dans les États d'Amazonas.

Sa présence est incertaine au Brésil dans l'État d'Acre et du Rondônia.

## Description
Les mâles mesurent de 47,8 à 51,3 mm et les femelles de 47,7 à 63,3 mm.

## Publication originale
- Moravec, Aparicio, Guerrero-Reinhard, Calderón, Jungfer & Gvoždík, 2009 : A new species of Osteocephalus (Anura: Hylidae) from Amazonian Bolivia: first evidence of tree frog breeding in fruit capsules of the Brazil nut tree. Zootaxa, no 2215, p. 37–54.